# Two Minute Warning
Two Minute Warning este o piesă a formației britanice Depeche Mode. Piesa a apărut pe albumul Construction Time Again, în 1983.